# Little Pine River (Minnesota)
Der Little Pine River ist ein kleiner Fluss im US-Bundesstaat in Minnesota. Er mündet in den Pine River, einem Zufluss zum oberen Mississippi River.

## Eckdaten
Nach Angaben des USGS (streamstats.usgs.gov) ist der Fluss 49 km lang (inklusive durchflossener Seen) und hat ein Einzugsgebiet von 365 km². Dieses besteht zu 6,34 % aus Stillgewässern und umfasst neben dem nordöstlichen Crow Wing County auch kleine Gebiete der angrenzenden Countys Cass und Aitkin. Er entspringt auf 390 m Seehöhe und durchfließt fünf Seen. Der Little Pine River ist der einzige Fluss mit diesem Namen in den Vereinigten Staaten.

## Verlauf
Der Fluss hat seinen Ursprung im Little Pine Lake in der nordöstlichen Ecke des Crow Wing Countys. Der oberste Abschnitt des Gewässers ist begradigt und wird um den kleinen Caraway Lake geleitet. Der erste See den der Little Pine River durchfließt ist der Duck Lake, danach folgen Lake Mary und Lake Emily. Letztgenannter ist mit knapp 3 km² Fläche der größte See im Verlauf des Little Pine Rivers. Nach dem Lake Emily fließt der Fluss teils mäanderbildend vorwiegend in südliche Richtung. Unterhalb des Zusammenflusses mit dem Mud Brook wendet sich der Little Pine River nach  
Südwesten. Bevor er in den Pine River mündet durchfließt er noch ein Feuchtgebiet sowie den Rice Bed Lake und speist zuletzt den rund 0,4 km² großen Google Lake.